# Hirondellea abyssalis
Hirondellea abyssalis is een vlokreeftensoort uit de familie van de Hirondelleidae. De wetenschappelijke naam van de soort is voor het eerst geldig gepubliceerd in 1923 door Stephensen.